# Karznica
Karznica (kaszb. Kaszëbskô Karznica, niem. Wendisch Karstnitz) – osada w Polsce położona w województwie pomorskim, w powiecie słupskim, w gminie Potęgowo. Wieś jest siedzibą sołectwa Karznica, w którego skład wchodzi również Rębowo.
W latach 1975–1998 miejscowość administracyjnie należała do województwa słupskiego.

## Zabytki
- neoklasycystyczny pałac z II poł. XIX wieku, piętrowy z pozornym ryzalitem na osi fasady, powiększony o prostopadle dobudowaną oficynę[4].